# 國立臺中大學
國立臺中大學是臺灣臺中多所公立大專院校，於改名或整併過程中被提議的大學名稱。

## 歷史
1997年，國立中興大學於校本部教授會會員大會中建議與國立臺中師範學院、國立臺中商業專科學校、國立勤益工商專科學校進行合併，成立「國立臺中大學」，並在隔年校務會議中決議，轉交校發會討論。但最終於1998年學校事務發展委員會中決定暫緩並擱置計畫。
2000年，曾研議將國立臺灣體育學院、國立臺中技術學院、國立臺中護理專科學校、國立臺中師範學院等4校合併為國立臺中大學，但未被採納。
2002年，國立臺中師範學院和國立勤益技術學院曾研議整併為國立臺中大學，但2005年國立臺中師範學院已獨立升格為國立臺中教育大學，而2007年國立勤益技術學院也獨立升格為國立勤益科技大學。
2005年教育部提出「國立中興大學與國立臺中教育大學整合發展計畫」，期望能將國立中興大學與國立臺中教育大學合併。合併討論的過程中，中教大方面堅持合併後以「國立臺中大學」作為新校名，但也因此成為兩校合併案破裂的原因之一。
同樣在2005年，臺中健康暨管理學院規劃升格大學時，曾向教育部報請使用「臺中大學」之名，但不被准許（中華民國政府一般只允許公立學校使用地名來命名），最終該校升格後改名亞洲大學。
2011年，國立臺中技術學院與國立臺中護理專科學校合併，當時臺中市議會曾建議兩校合併後使用「國立臺中大學」之名稱。。但兩校完成合併後並未採用臺中市議會所建議的校名，而是使用教育部核准的國立臺中科技大學作為校名，列入技職教育體系，而不是高教體系。